# الهللة (نعمان)

تعديل مصدري - تعديل

الهللة هي إحدى قرى عزلة اللخف بمديرية نعمان التابعة لمحافظة البيضاء، بلغ تعداد سكانها 93 نسمة حسب تعداد اليمن لعام 2004.